# Eminem Presents: The Re-Up
The Re-Up je společné album amerického rappera Eminema a umělců z jeho labelu Shady Records. Vyšlo v roce 2006. Obsahuje třiadvacet skladeb.

## Seznam skladeb
| Tracklist |                                  |                                                        |                  |       |
| #         | Název                            | Umělec                                                 | Producent(i)     | Délka |
| 1         | "Shady Narcotics" (Eminem Intro) | Eminem                                                 | Eminem           | 0:56  |
| 2         | "We're Back"                     | Eminem, Stat Quo, Obie Trice, Bobby Creekwater, Cashis | Eminem           | 3:59  |
| 3         | "Pistol Pistol" (Remix)          | Obie Trice                                             | Eminem           | 2:27  |
| 4         | "Murder"                         | Bizarre, Kuniva                                        | Eminem           | 2:10  |
| 5         | "Everything Is Shady"            | Cashis                                                 | Rikanatti        | 4:06  |
| 6         | "The Re-Up"                      | Eminem, 50 Cent                                        | Eminem           | 2:57  |
| 7         | "You Don't Know"                 | Eminem, 50 Cent, Lloyd Banks, Cashis                   | Eminem           | 4:17  |
| 8         | "Jimmy Crack Corn"               | Eminem, 50 Cent                                        | Eminem           | 3:54  |
| 9         | "Trapped"                        | Proof                                                  | Eminem           | 0:58  |
| 10        | "Whatever You Want"              | Swifty McVay, Denaun Porter                            | Witt & Pep       | 2:48  |
| 11        | "Talkin' All That"               | Cashis                                                 | Rikanatti        | 4:05  |
| 12        | "By My Side"                     | Stat Quo                                               | Focus...         | 4:08  |
| 13        | "We Ride For Shady"              | Obie Trice, Cashis                                     | The Alchemist    | 3:09  |
| 14        | "There He Is"                    | Bobby Creekwater                                       | The Alchemist    | 4:27  |
| 15        | "Tryin' Ta Win"                  | Stat Quo                                               | The Alchemist    | 3:54  |
| 16        | "Smack That" (Remix)             | Akon, Stat Quo, Bobby Creekwater                       | Eminem           | 5:14  |
| 17        | "Public Enemy #1"                | Eminem                                                 | Eminem           | 1:58  |
| 18        | "Get Low"                        | Stat Quo                                               | Dr. Dre          | 3:20  |
| 19        | "Ski Mask Way" (Eminem Remix)    | 50 Cent                                                | Disco D, Eminem  | 3:03  |
| 20        | "Shake That" (Remix)             | Eminem, Nate Dogg, Obie Trice, Bobby Creekwater        | Eminem           | 2:59  |
| 21        | "Cry Now" (Shady Remix)          | Obie Trice, Kuniva, Bobby Creekwater, Cashis, Stat Quo | Witt & Pep       | 3:03  |
| 22        | "No Apologies"                   | Eminem                                                 | Eminem           | 4:21  |
| 23        | "Billion Bucks" (Bonus Track)    | Stat Quo                                               | Eminem, L.T. Moe | 3:41  |